# Gare de Tournay
Gare de Tournay – stacja kolejowa w Tournay, w departamencie Pireneje Wysokie, w regionie Oksytania, we Francji.
Została otwarta w 1867 przez Compagnie des chemins de fer du Midi et du Canal latéral à la Garonne. Jest stacją Société nationale des chemins de fer français (SNCF), obsługiwaną przez pociągi regionalne TER Midi-Pyrénées.